# Archer, Iowa
Archer är en ort i O'Brien County i delstaten Iowa, USA.